# Dragoș Vodă
Dragoș Vodă est une commune roumaine située dans le județ de Călărași.